# Rollbergsiedlung

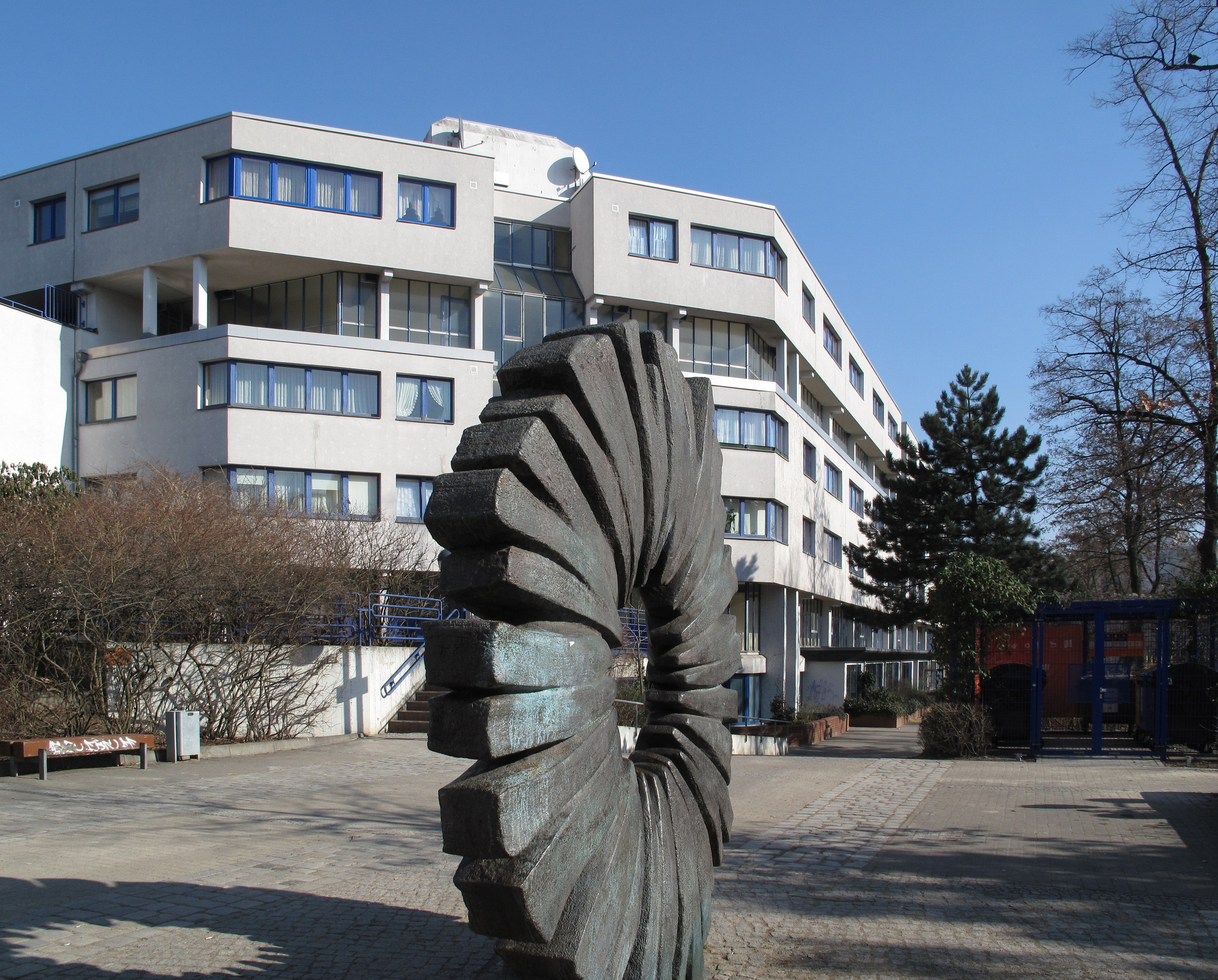
Rollbergsiedlung 2011

Rollbergsiedlung (även Rollbergviertel) är ett område i stadsdelen Neukölln i Berlin. Området har 5 800 invånare varav 36 procent är utländska medborgare från över 30 länder. Området kännetecknas idag av de socialbostäder som byggdes under 1960- och 1970-talet. Traditionellt är Rollberg ett arbetarområde.
Historiskt är Rollbergsiedlung en arbetarstadsdel. Området utvecklades från 1870-talet när industrier anlades på Rollberg, ett område som inte kunde användas för jordbruk. Bland annat grundades Berliner Kindl-bryggeriet som under många år var en viktig arbetsgivare. Området bestod fram till mitten av 1900-talet av arbetsbostäder, så kallade Mietskasernen. Under 1920-talet var arbetarrörelsen stor i området och många av invånarna deltog i protester och var partimedlemmar. 1929 slogs en samling på 3 000 arbetare blodigt ner av skjutande polis varpå barrikader restes och ytterligare sammandrabbningar ägde rum. 
Under 1960-talet förändrades området genom de saneringsåtgärder som gjordes då den gamla bebyggelse revs och nya moderna bostäder byggdes. 